# Peterhead
Peterhead (skotskou gaelštinou Ceann Phàdraig) je přístavní město ve Skotsku, které je střediskem regionu Buchan ve správní oblasti Aberdeenshire. Nachází se u ústí řeky Ugie do Severního moře 50 km od Aberdeenu a je nejvýchodnějším městem pevninského Skotska. V Peterheadu žije přibližně 19 tisíc obyvatel.
O dávném osídlení svědčí nálezy z období kultury se zvoncovitými poháry. Ve středověku se zde nacházela usedlost Inverugie of St Peter, která patřila opatství Deer. Město založil roku 1593 George Keith, 5. hrabě Marischal. Od 19. století byl Peterhead střediskem velrybářství a vznikaly zde také loděnice. Ve dvacátém století se místní ekonomika zaměřila na lov a zpracování bílých ryb. Město má přezdívku The Blue Toun (Modré město), která pravděpodobně pochází od modré barvy námořnických obleků. Tradiční obživu místních obyvatel připomíná také socha prodavačky ryb Jessie od Andyho Scotta.
Na seznam listed building byl zařazen kostel Old St Peter's Church, klasicistní radnice, maják Buchan Ness, věž Reform Tower a nejstarší budova města zvaná Salmon House. Nedaleká zřícenina New Slains Castle byla údajně inspirací pro hrad hraběte Drákuly v románu Brama Stokera. V letech 1888 až 2013 zde byla velká věznice, která byla později adaptována na muzeum. V bývalé knihovně na St Peter Street sídlí Arbuthnotovo muzeum. V letech 1831 až 1983 se v Peterheadu pálila whisky značky Glenugie. 
Za druhé světové války byla zřízena základna Royal Air Force, na níž pobývali i českoslovenští letci. Luftwaffe podnikla během války 28 náletů na Peterhead, který byl po Londýně druhým nejčastěji bombardovaným městem ve Spojeném království. K rozvoji Peterheadu přispěla těžba ropy a zemního plynu v Severním moři a v roce 1980 byla nedaleko města uvedena do provozu tepelná elektrárna. Peterhead je největším rybářským přístavem v Evropě a v roce 2024 jím prošly ryby v hodnotě 257 milionů liber. V roce 2018 byla otevřena nová budova rybího trhu.
Ve městě sídlí fotbalový klub Peterhead FC. Narodil se tu herec a režisér Peter Mullan. Partnerským městem je Ålesund v Norsku.